# Gotthard Sachsenberg
Gotthard Sachsenberg (Dessau, 6 dicembre 1891 – Brema, 23 agosto 1961) è stato un aviatore e militare tedesco.
Asso dell'aviazione durante la prima (31 vittorie), decorato con la Croce di Cavaliere dell'Ordine di Hohenzollern con spade e la Croce di Cavaliere dell'Ordine Pour le Mérite. Insieme a Hanns von Schertel fu un pioniere dell'uso degli aliscafi nel trasporto marittimo civile.

## Biografia
Nacque a Dessau, (Sassonia-Anhalt) allora facente parte del Ducato di Anhalt, integrato nell'Impero tedesco il 6 dicembre 1891. Dopo gli studi iniziali frequentò il ginnasio a Eisenach, come scuola secondaria di preparazione per entrare all'università, facoltà di economia. Arruolatosi volontario nella Kaiserliche Marine, il 1 aprile 1913 si imbarcò sull'incrociatore protetto Hertha. Nel 1914, promosso fähnrich zur see fu trasferito sulla nave da battaglia Pommern. Si distinse particolarmente durante le fasi iniziali della prima guerra mondiale, venendo decorato con la Croce di Ferro di I classe nell'agosto 1915, candidato ad assumere l'incarico di direttore del tiro della nave. Il 18 settembre dello stesso anno venne promosso al grado di tenente di vascello. 
Rimasto affascinato dal mondo dell'aviazione, nel dicembre 1915 fu trasferito al servizio aereo della marina imperiale, assegnato alla II Marine-Feldflieger-Abteilung di Neumüster in qualità di osservatore. 
Ricoprì successivamente l'incarico di istruttore per gli osservatori a Johannisthal,, frequentando poi il corso di pilotaggio per velivoli monoplani Fokker a Mannheim, dove si brevettò pilota militare. Rientrato in servizio presso la II MFA iniziò a volare a bordo dei Fokker Eindekker.

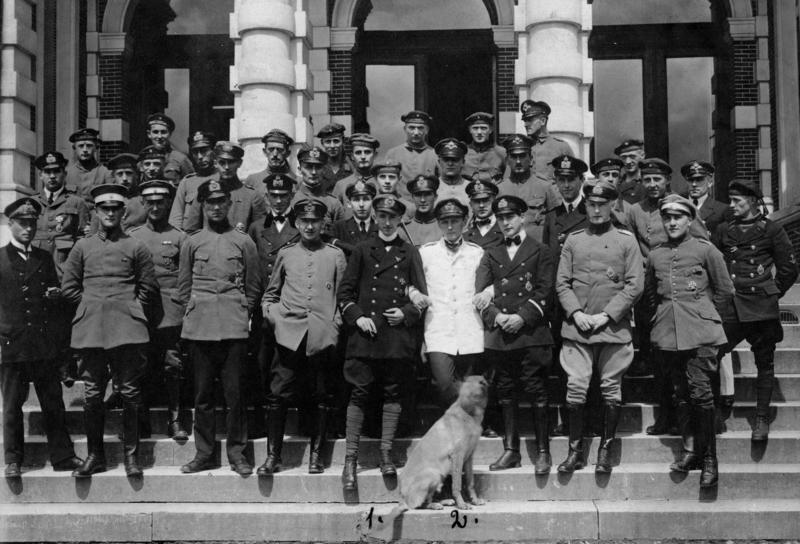
Theodor Osterkamp e i suoi camerati, tra i quali Gotthard Sachsenberg.

Il 1 febbraio 1917 succedette all'oberleutnant von Santen in qualità di ufficiale comandante della I Marinefeldjasta. Poco tempo dopo le due unità vennero raggruppate nel Marinejagdgruppe Flandern, ed egli assunse il comando della nuova unità. In quella stessa data il suo grande amico, e rivale, Theodor Osterkamp assunse l'incarico di comandante della Marine-Jagdstaffel 2. 
Qualche tempo dopo fu costituita la Marine-Jagdstaffel 3, e poi altre due unità, che si aggiunsero alle precedenti dando vita ad uno stormo da caccia, il Marine-Jagdgruppe 1, equipaggiato con circa 50 biplani, paragonabile ad uno Jagdgeschwader dell'esercito. Stazionanti sugli aeroporti costieri del Mare del Nord, le Marine-Jagdstaffel combatterono spesso contro i velivoli delle similari unità del Royal Naval Air Service britannico.

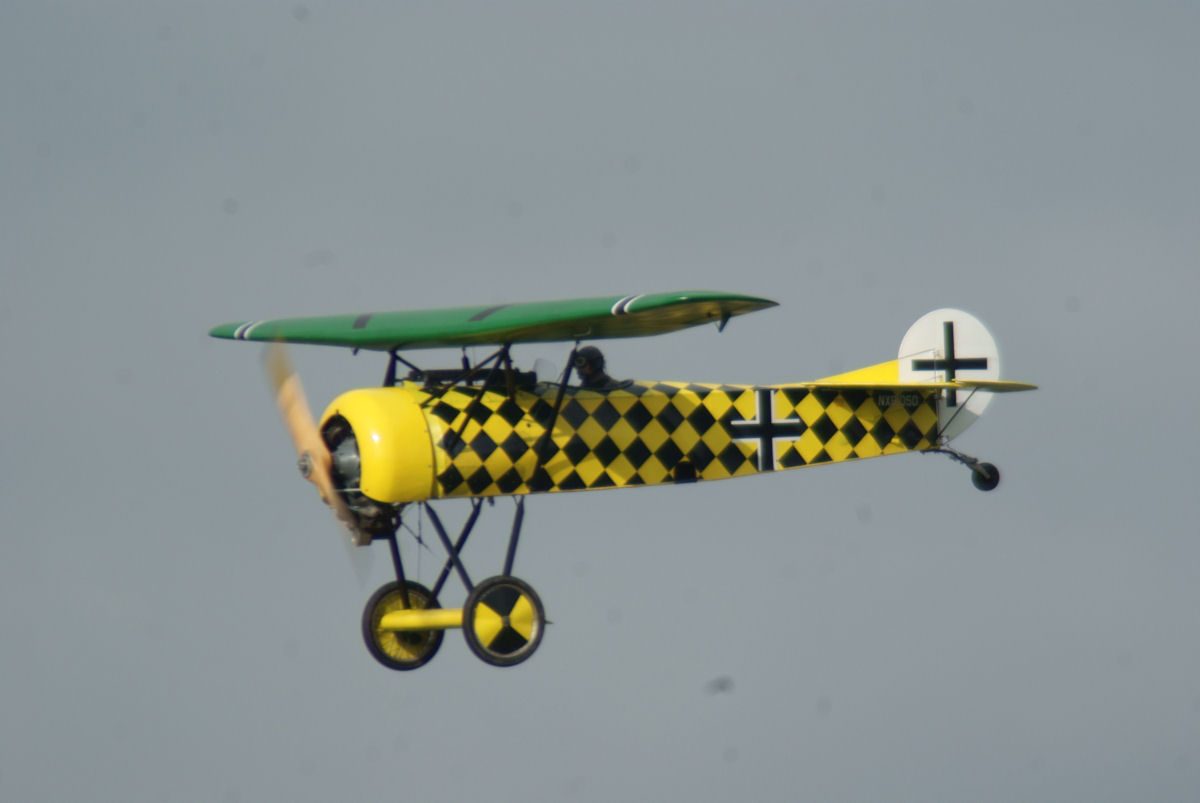
Replica di un Fokker D.VIII dipinto con la tipica colorazione dei velivoli di Sachsenberg.

Conseguì le sue prime due vittorie il 1 maggio, abbattendo un velivolo Farman e uno Sopwith 1½ Strutter. Il giorno 12 abbatte uno Sopwith Pup sul mare, cui seguì una doppietta il giorno 7 giugno, che fece di lui un asso dell'aviazione. Il 20 agosto fu insignito della Croce di Cavaliere dell'Ordine di Hohenzollern con spade, raggiungendo le otto vittorie prima della fine dell'anno. 
Colse la sua nona vittoria il 17 marzo 1918, raggiungendo quota 31 il 29 ottobre. Il 5 agosto era stato insignito della più alta decorazione tedesca, la Croce di Cavaliere dell'Ordine Pour le Mérite. Nel giugno 1918 il MJF incominciò a ricevere i caccia Albatros D.V e Fokker D.VII Gli aerei erano dipinti con colori vivaci e tipicamente contrassegnati come quelli dello Jagdgeschwader 1 di Manfred von Richthofen. La combinazione dei colori di base era giallo e nero, con il giallo come base e nero a scacchiera sul suo aereo personale, si diffuse con piccole variazioni da pilota a pilota sugli aerei di tutto il gruppo.
Dopo la fine della guerra, nel gennaio 1919 egli formò una unità aerea, denominata Kampfgeschwader "Sachsenberg", composta da 700 tra piloti e specialisti, tra cui molti assi della prima guerra mondiale. Basata a Riga, (Lituania), l'unità opero in supporto ai Freikorps che contrastavano le forze sovietiche del Baltico lungo i confini di Germania, Lituania, Lettonia, Estonia, e Finlandia. Oltre ad esercitare la superiorità aerea sulle forze avversarie, furono soprattutto eseguite missioni di attacco al suolo per conto dei Freikorps. Per questo motivo, il 5 marzo 1920, fu promosso al grado di oberleutnant.

### Il ritorno alla vita civile e la seconda guerra mondiale
Lasciata la vita militare nell'ottobre del 1919 inizialmente fondò e diresse la Ostdeutschen Landwerkstätten GmbH (OLA) di Seerappen, che si occupò di aiutare i suoi compagni veterani nel ritorno alla vita civile, e a partire dal mese di novembre, e fino allo scioglimento della società avvenuto nel mese di aprile 1921, ricoprì l'incarico di amministratore delegato di Junkers, Albatros e poi Lloyd Luftdienst. Nel 1923, quando la Lloyd Luftdienst si fuse con una sua rivale per formare la Deutsche Aero Lloyd, egli e Erhard Milch optarono per passare alle dipendenze della Junkers Luftverkehr dove tra le altre cose, ricoprì la posizione di amministratore delegato fino al 1925, quando gli succedette Milch. Dopo la nazionalizzazione della Junkers Luftverkehrs AG, che portò il trasferimento a Berlino del reparto vendite della Junkers Flugzeugwerke di Dessau, divenne membro del consiglio di amministrazione della Oberschlesischen Luftverkehrs AG.
Nel corso degli anni venti aderì al Wirtschaftspartei, nelle cui fine entrò al Reichstag della Repubblica di Weimar, nel corso delle elezioni generali del maggio 1928. Rimase in parlamento, rappresentando le circoscrizioni di Breslavia e poi di Legnica, fino al luglio 1932, ricoprendo anche l'incarico di membro della commissione trasporti.
Nel corso del 1934 divenne direttore del cantiere navale di famiglia, Gebrüder Sachsenberg AG, situato a Roßlau (Elbe). Il 7 luglio di quell'anno egli e suo fratello furono arrestati per ordine diretto del Reichsluftfahrtminister Hermann Göring, ed internati per qualche settimana presso il campo di concentramento di Lichtenburg. Dopo lo scoppio della seconda guerra mondiale, venne sostituitò d'autoria nelle direzione del cantiere in quanto si era rifiutato di passare alla produzione di guerra.
All'inizio del 1940 divenne Amministratore delegato della controllata Sachsenberg-Tochterfirma Land- und See-Leichtbau GmbH, con sede a Berlino, ricoprendo anche l'incarico di membro del consiglio di amministrazione della Gebrüder Sachsenberg AG e della Deutschen Vacuum Oel AG di Amburgo. Richiamato in servizio attivo, il 1 febbraio 1941 fu promosso al grado di Kapitänleutnant a disposizione della Kriegsmarine e nel periodo successivo, tra l'altro, lavorò come esperto tecnico presso l'Ufficio per gli Affari Esteri/Difesa e fu capo delle riparazioni presso il cantiere navale di Mykolaïv, nell'Ucraina occupata.
La fine della guerra comportò l'occupazione russa di Dessau e la successiva requisizione del cantiere navale, ed egli si trasferì con la famiglia a Sachsenberg Germania Ovest.

### Pioniere dell'uso degli aliscafi civili
Verso la metà degli anni trenta, era entrato in società con il pioniere della costruzione degli aliscafi, Hanns von Schertel. La velocità di questa imbarcazioni, oltre 30 nodi, che le rendeva più veloci di ogni altra navi da guerra esistente, attirò l'attenzione del Ministero tedesco dei Trasporti e delle Finanze, della Kriegsmarine, e della Luftwaffe. Lo sfruttamento commerciale degli aliscafi fu interrotto dallo scoppio della seconda guerra mondiale, e solo poche unità, con velocità fino a 60 nodi, furono acquistate durante il conflitto. Si trattava solo prototipi, che al termine delle ostilità divennero preda bellica delle potenze vincitrici. Egli e Shertel diedero vita ad una nuova società commerciale per la costruzione degli aliscafi, denominata Supramar, in Svizzera. I frutti del loro sforzo si videro nel 1953, quando le prime due unità entratono in servizio ad Ascona (Svizzera) ed Arona (Italia), sul Lago Maggiore. Si spense a Brema, per un attacco cardiaco, il 23 agosto 1961.

### Annotazioni
1. ↑  Equipaggiato con velivoli Junkers dei tipi J 9 (30 macchine), J 10 (15 velivoli) e Rumpler C.IV.
2. ↑  In appoggio al movimento indipendentista lettone di Kārlis Ulmanis.
3. ↑  Insieme a Erhard Milch nel 1920 iniziò a lavorare nell'aeronautica civile, dando vita vita ad una piccola compagnia aerea a Danzica subordinata alla Lloyd Luftdienst, che collegava Danzica ai Paesi Baltici, da loro denominata "Lloyd Ostflug", avente sede a Königsberg.
4. ↑  Prestò servizio anche nel campo dell'organizzazione dell'aviazione tedesca e internazionale, prima come amministratore commerciale, e poi come direttore del trasporto aereo.
5. ↑  Assunse subito posizioni pacifiste e apertamente antinaziste, e in seguito scrisse articoli sulla stampa che denunciavano il rafforzamento militare della Germania, e soprattutto la costituzione della Luftwaffe. Predisse apertamente che tutto questo avrebbe portato alla guerra, che si sarebbe combattuta anche sul suolo tedesco, portando lutti e distruzione nelle famiglie della Germania.
6. ↑  Accusato di disfattismo, le autorità naziste celebrarono addirittura un processo segreto in contumacia, cuì sfuggì alla condanna a morte per il fatto che la sua famiglia produceva navi militari presso il suo cantiere navale.

### Fonti
1. 1 2 3 4 5 6 7  Franks, VanWyngarden, Holmes 2004, p. 19.
2. 1 2 3 4 5 6 7 8   Bob Johnston, Gotthard Sachsenberg, su foils.org, 2003. URL consultato il 17 agosto 2015 (archiviato dall'url originale il 24 settembre 2015).
3. 1 2 3 4  VanWyngarden 2007, p. 74.
4. 1 2 3 4 5  O'Connor 2006, p. 66.
5. 1 2  Franks, VanWyngarden, Holmes 2004, p. 18.
6. ↑  O'Connor 2006, p. 60.
7. 1 2 3 4  Franks, VanWyngarden, Holmes 2004, p. 20.
8. ↑  Hildebrand, Zweng 2011, p. 60.
9. 1 2  VanWyngarden 2007, p. 57.